# Гацак, Виктор Михайлович
Ви́ктор Миха́йлович Гаца́к (2 июня 1933, Липканы — 20 февраля 2014, Москва) — советский и российский фольклорист, исследователь традиционной культуры народов России и Восточной Европы. Член-корреспондент РАН c 26 мая 2000 года по Отделению литературы и языка (фольклористика).

## Биография
Окончил романское отделение филологического факультета Кишинёвского университета. В 1955—1958 годах обучался в очной аспирантуре ИМЛИ им. А. М. Горького АН СССР. В 1960 году защитил кандидатскую диссертацию «Молдавские и румынские эпические песни о гайдуках и некоторые вопросы их соотношения с южнославянскими» (научные руководители Д. Е. Михальчи и В. И. Чичеров). С марта 1962 года — сотрудник ИМЛИ, в 1966—2012 годах — заведующий отделом фольклора. Доктор филологических наук (1976, диссертация «Восточнороманский героический (войницкий) эпос»), профессор. С 2000 года — главный редактор журнала «Известия РАН. Серия литературы и языка», член бюро ОИФН РАН (2000—2013). Похоронен на Ваганьковском кладбище.

## Научная деятельность
Создатель этнопоэтического подхода в изучении типологии фольклора, основатель ряда направлений экспериментальной фольклористики. Активно разрабатывает фундаментальные вопросы комплексной текстологии фольклора, в том числе с привлечением мультимедийных технологий. Занимается проблемами осмысления повторяемости и устойчивости в фольклоре при его изустной преемственности с ограниченно вариативной подвижностью словесного воплощения. Является автором оригинальной теории «этнопоэтических констант».
Провёл многочисленные экспедиционные исследования в СРР, НРБ, СФРЮ, Македонии, Украине, России (Ярославская область, Пензенская область, Вологодская область, Алтайский край). В 1997—1999 годах совместно с финскими учёными руководил российско-финской экспедицией на Горный Алтай (комплексная фиксация исполнения эпических сказаний выдающимся сказителем-кайчи А. Калкиным).
Под руководством В. М. Гацака защищены 23 кандидатские и 11 докторских диссертаций.

## Основные работы

### Монографии
- «Восточнороманский героический эпос: исследование и тексты» (1967)
- «Текстологическое изучение эпоса» (1971, совм. с А. А. Петросян)
- «Фольклор и молдавско-русско-украинские исторические связи» (1975)
- «Типология народного эпоса» (1975, редактор)
- «Фольклор: поэтическая система» (1977, совм. с А. И. Баландиным)
- «Типология и взаимосвязи фольклора народов СССР: поэтика и стилистика» (1980, редактор)
- «Фольклор: поэтика и традиция» (1982, редактор)
- «Фольклор: образ и поэтическое слово в контексте» (1984, редактор)
- «Фольклорное наследие народов СССР и современность» (1984; совм. с С. С. Чиботару)
- «Фольклор: проблемы историзма» (1988, редактор)
- «Устная эпическая традиция во времени: историческое исследование поэтики» (1989)

### Статьи
- «Из ранней истории эпоса Юго-Восточной Европы: новогреческие богатырские песни» // «Фолклористика ши фолклор» (1970)
- «Проблемы изучения конкретно-национального и общего в фольклоре» // «Национальное и интернациональное в литературе, фольклоре и языке» (1971)
- «Сказочник и его текст: к развитию экспериментального направления в фольклористике» // «Проблемы фольклора» (1975)
- «Проблема фольклористического перевода эпоса» // «Фольклор: издание эпоса» (1977)
- «Молдавско-русско-украинские интерференции в сказке» // «Отражение межэтнических процессов в устной прозе» (1979)
- «Поэтика историзма эпоса во времени» // «Литературоведение и фольклористика» (1983)
- «Историческая поэтика и фольклор» // «Историческая поэтика: итоги и перспективы изучения» (1986)
- «Наследие А. А. Потебни и перспективы историко-поэтического изучения фольклора» // «Известия АН СССР. Серия литературы и языка», 1986, т. XLV, вып. 1
- «Филологический журнал Академии наук: традиции, судьбы, день сегодняшний» // // «Известия АН СССР. Серия литературы и языка», 1991, т. L, вып. 5 (в соавт. с В. П. Вомперским и А. Л. Гришуниным)
- «Текстологическое постижение многомерности фольклора» // «Современная текстология: теория и практика» (1997)
- «Пространства этнопоэтических констант» // «Народная культура Сибири» (1999)
- «Александр Веселовский» // «Российская наука в лицах. Кн. 1» (2003)
- «К изучению “поэтики невозможного”: формы, константы, интерпучки» // «Горизонты современного гуманитарного знания» (2008)

### Публикации
- «Чеченские и ингушские народные сказки» (1981, перевод)
- «Румынская народная поэзия» (1987)
- «Былины Печоры» (кн. 1—2, 2001, совм. с. В. А. Гаврилиным и А. А. Гореловым; в серии «Свод русского фольклора»)
- «Неизданные материалы экспедиции Б. М. и Ю. М. Соколовых (1926—1928)» (тт. 1—2, 2011)

Ответственный редактор ряда томов книжной серии «Эпос народов СССР», главный редактор серии «Фольклорные сокровища Московской земли», один из основателей и заместитель главного редактора серии «Памятники фольклора народов Сибири и Дальнего Востока». Автор ряда глав академической «Истории всемирной литературы», научный консультант издания «Свод памятников фольклора народов Дагестана». Член редколлегии журнала «Живая старина» и редакционного совета «Сибирского филологического журнала».

## Награды
Почётный член Академии наук Молдовы (2000). Лауреат Государственной премии РФ в области науки и техники (2001).